# Tokyo Marble Chocolate
Tokyo Marble Chocolate (яп.  東京マーブルチョコレート То:кё: Ма:буру Тёкорэ:то, Токийский мраморный шоколад) — является японским анимационным мини-сериалом в формате OVA производства Production I.G от режиссера Наоёси Сиотани.
Аниме создано в сотрудничестве между студией Production I.G и музыкальной компанией BMG Japan в ознаменование 20-летия обеих. В октябре 2007 года был показан на Токийском международном кинофестивале, а 5 декабря 2007 года был выпущен на DVD в Японии.

## Сюжет
История повествует о юноше по имени Юдай и девушке по имени Тидзуру, которые влюблены друг в друга. Но из-за неудач в прошлых отношениях они не могут признаться в этом, из-за чего только все больше отдаляются. В то время как Тидзуру сдается, Юдай продолжает искать способ преодолеть свои страхи и двигаться вперед.
На Рождество Юдай решает подарить Тидзуру кролика, но когда она разворачивает подарок, то обнаруживает там мини-осла. Отправившись в погоню за ним, пара теряет друг друга из виду, а затем пытается разыскать.

## История создания
Идея фильма возникла на основе двух песен артистов из BMG — Mata Aimasyou хип-хоп исполнителя SEAMO и Syounen мужского дуэта Sukima Switch. Эти песни звучат в конце серий.
Название аниме изначально использует английский язык и попало в список «8 самых обманчивых названий аниме» (англ. 8 Most Misleading Anime Titles), так как сам шоколад в произведении не встречается. Составитель списка отмечает, что, впрочем, действие начинается в Токио, а шоколад является популярным подарком среди влюбленных, хотя marble все же остаётся загадкой. Если речь о мраморном шоколаде (смеси молочного и белого), то по правилам английского языка он должен быть marbled chocolate. Без окончания -d название оставляет образ небольших шоколадных шариков, катающихся по улицам Токио.

## Награды
Tokyo Marble Chocolate был удостоен гран-при в категории художественных фильмов 12-го Сеульского международного фестиваля мультфильмов и анимации (SICAF 2008), проходившего в Сеуле с 21 по 25 мая 2008 года.
Фильм был рекомендован жюри 12-го Japan Media Arts Festival.

## Примечание
1. ↑  Schilling, Mark (31 июля 2007). Tokyo fest sees major changes at upcoming edition. VarietyAsia. Архивировано 27 сентября 2007. Дата обращения: 8 августа 2007.
2. 1 2  Mikhail Koulikov. Tokyo Marble Chocolate Wins at Seoul Animation Fest (англ.). Anime News Network (27 мая 2008). Дата обращения: 2 марта 2019. Архивировано 6 марта 2019 года.
3. ↑  I.G, BMG Japan Launch Tokyo Marble Chocolate Website. Anime News Network. 11 июля 2007. Архивировано 6 августа 2007. Дата обращения: 2 августа 2007.
4. ↑  Production I.G releases details of upcoming anime - News - Anime News Network. Дата обращения: 2 марта 2019. Архивировано 6 марта 2019 года.
5. ↑  8 Most Misleading Anime Titles - The List - Anime News Network. Дата обращения: 2 марта 2019. Архивировано 6 марта 2019 года.
6. ↑  Tsumiki no Ie, Piano Forest, Kaiba Win Media Arts Awards - News - Anime News Network. Дата обращения: 2 марта 2019. Архивировано 24 мая 2019 года.